# گیورا ایلند
گیورا ایلند (انگلیسی: Giora Eiland؛ زادهٔ ۱۹۵۲) سیاست‌مدار و سرلشکر بازنشسته نیروهای دفاعی اسرائیل است، که در فاصله سال‌های ۱۹۹۹ تا ۲۰۰۱ به‌عنوان رئیس اداره عملیات نیروهای دفاعی اسرائیل فعالیت می‌کرد. او از ۲۰۰۴ تا ۲۰۰۶ رئیس شورای امنیت ملی اسرائیل بود.
ایلند فعالیت نظامی را از سال ۱۹۷۰ در تیپ ۳۵ چترباز از نیروی زمینی اسرائیل آغاز کرد، در فاصله سال‌های ۱۹۹۰ تا ۱۹۹۲ فرمانده مدرسه پیاده‌نظام بود و از ۱۹۹۲ تا ۱۹۹۳ فرماندهی تیپ ۸۴ گیواتی را برعهده داشت.
وی در فاصله سال‌های ۱۹۹۳ تا ۱۹۹۶ به‌عنوان فرمانده سپاه پیاده اسرائیل فعالیت می‌کرد، از ۱۹۹۶ تا ۱۹۹۹ فرمانده لشکر عملیات ستاد کل بود و از ۲۰۰۱ تا ۲۰۰۴ ریاست اداره برنامه‌ریزی نیروهای دفاعی اسرائیل را برعهده داشت.